# Temporada 2009-10 de la NBA
La temporada 2009-10 de la NBA fue la sexagesimocuarta de la historia de la competición estadounidense de baloncesto. Los Dallas Mavericks fueron los anfitriones del All-Star Game de la NBA 2010, que se celebró el 14 de febrero de 2010 en el Cowboys Stadium de Arlington, Texas.
Los Charlotte Bobcats junto con los Philadelphia 76ers estrenaron nuevo uniforme.

## Clasificaciones

### Por división
| División Atlántico | G  | P  | %    | PV   | Casa  | Fuera | División | PJ |
| ------------------ | -- | -- | ---- | ---- | ----- | ----- | -------- | -- |
| y-Boston Celtics   | 50 | 32 | .610 | –    | 24–17 | 26–15 | 13–3     | 82 |
| Toronto Raptors    | 40 | 42 | .488 | 10.0 | 25–16 | 15–26 | 10–5     | 82 |
| New York Knicks    | 29 | 53 | .354 | 21.0 | 18–23 | 11–30 | 6–10     | 82 |
| Philadelphia 76ers | 27 | 55 | .329 | 23.0 | 12–29 | 15–26 | 7–9      | 82 |
| New Jersey Nets    | 12 | 70 | .146 | 38.0 | 8–33  | 4–37  | 3–13     | 82 |

| División Central      | G  | P  | %    | PV   | Casa  | Fuera | División | PJ |
| --------------------- | -- | -- | ---- | ---- | ----- | ----- | -------- | -- |
| z-Cleveland Cavaliers | 61 | 21 | .744 | –    | 35–6  | 26–15 | 12–4     | 82 |
| x-Milwaukee Bucks     | 46 | 36 | .561 | 15.0 | 28–13 | 18–23 | 10–6     | 82 |
| x-Chicago Bulls       | 41 | 41 | .500 | 20.0 | 24–17 | 17–24 | 10–6     | 82 |
| Indiana Pacers        | 32 | 50 | .390 | 29.0 | 23–18 | 9–32  | 6–10     | 82 |
| Detroit Pistons       | 27 | 55 | .329 | 34.0 | 17–24 | 10–31 | 2–14     | 82 |

| División Sureste    | G  | P  | %    | PV   | Casa  | Fuera | División | PJ |
| ------------------- | -- | -- | ---- | ---- | ----- | ----- | -------- | -- |
| y-Orlando Magic     | 59 | 23 | .720 | –    | 34–7  | 25–16 | 10–6     | 82 |
| x-Atlanta Hawks     | 53 | 29 | .646 | 6.0  | 34–7  | 19–22 | 8–8      | 82 |
| x-Miami Heat        | 47 | 35 | .573 | 12.0 | 24–17 | 23–18 | 9–7      | 82 |
| x-Charlotte Bobcats | 44 | 38 | .537 | 15.0 | 31–10 | 13–28 | 10–6     | 82 |
| Washington Wizards  | 26 | 56 | .317 | 33.0 | 15–26 | 11–30 | 3–13     | 82 |

| División Noroeste        | G  | P  | %    | PV   | Casa  | Fuera | División | PJ |
| ------------------------ | -- | -- | ---- | ---- | ----- | ----- | -------- | -- |
| y-Denver Nuggets         | 53 | 29 | .646 | –    | 34–7  | 19–22 | 12–4     | 82 |
| x-Utah Jazz              | 53 | 29 | .646 | -    | 32–9  | 21–20 | 8–8      | 82 |
| x-Portland Trail Blazers | 50 | 32 | .610 | 3.0  | 26–15 | 24–17 | 7–8      | 82 |
| x-Oklahoma City Thunder  | 50 | 32 | .610 | 3.0  | 27–14 | 23–18 | 9–6      | 82 |
| Minnesota Timberwolves   | 15 | 67 | .183 | 38.0 | 10–31 | 5–36  | 3–13     | 82 |

| División Pacífico     | G  | P  | %    | PV   | Casa  | Fuera | División | PJ |
| --------------------- | -- | -- | ---- | ---- | ----- | ----- | -------- | -- |
| c-Los Angeles Lakers  | 57 | 25 | .695 | –    | 34–7  | 23–18 | 13–3     | 82 |
| x-Phoenix Suns        | 54 | 28 | .659 | 3.0  | 32–9  | 22–19 | 12–4     | 82 |
| Los Angeles Clippers  | 29 | 53 | .354 | 28.0 | 21–20 | 8–33  | 5–11     | 82 |
| Golden State Warriors | 26 | 56 | .317 | 31.0 | 18–23 | 8–33  | 5–11     | 82 |
| Sacramento Kings      | 25 | 57 | .305 | 32.0 | 18–23 | 7–34  | 5–11     | 82 |

| División Suroeste   | G  | P  | %    | PV   | Casa  | Fuera | División | PJ |
| ------------------- | -- | -- | ---- | ---- | ----- | ----- | -------- | -- |
| y-Dallas Mavericks  | 55 | 27 | .671 | –    | 28–13 | 27–14 | 10–6     | 82 |
| x-San Antonio Spurs | 50 | 32 | .610 | 5.0  | 29–12 | 21–20 | 9–7      | 82 |
| Houston Rockets     | 42 | 40 | .512 | 13.0 | 23–18 | 19–22 | 9–7      | 82 |
| Memphis Grizzlies   | 40 | 42 | .488 | 15.0 | 23–18 | 17–24 | 5–11     | 82 |
| New Orleans Hornets | 37 | 45 | .451 | 18.0 | 24–17 | 13–28 | 7–9      | 82 |

### Por conferencia
Actualizado 11 de abril de 2010
| #                                                       | Conferencia Este      | Conferencia Este | Conferencia Este | Conferencia Oeste        | Conferencia Oeste | Conferencia Oeste |
| #                                                       | Equipo                | G-P              | PV               | Equipo                   | G-P               | PV                |
| ------------------------------------------------------- | --------------------- | ---------------- | ---------------- | ------------------------ | ----------------- | ----------------- |
| 1                                                       | z-Cleveland Cavaliers | 61-21            | -                | c-Los Angeles Lakers     | 57-25             | -                 |
| 2                                                       | y-Orlando Magic       | 59-23            | 2.0              | y-Dallas Mavericks       | 55-27             | 2.0               |
| 3                                                       | x-Atlanta Hawks       | 53-29            | 8.0              | x-Phoenix Suns           | 54-28             | 3.0               |
| 4                                                       | y-Boston Celtics      | 50-32            | 11.0             | y-Denver Nuggets         | 53-29             | 4.0               |
| 5                                                       | x-Milwaukee Bucks     | 47-35            | 14.0             | x-Utah Jazz              | 53-29             | 4.0               |
| 6                                                       | x-Miami Heat          | 46-36            | 15.0             | x-Portland Trail Blazers | 50-32             | 7.0               |
| 7                                                       | x-Charlotte Bobcats   | 44-38            | 17.0             | x-San Antonio Spurs      | 50-32             | 7.0               |
| 8                                                       | x-Chicago Bulls       | 41-41            | 20.0             | x-Oklahoma City Thunder  | 50-32             | 7.0               |
| 9                                                       | Toronto Raptors       | 40-42            | 21.0             | Houston Rockets          | 42-40             | 15.0              |
| 10                                                      | Indiana Pacers        | 32-50            | 29.0             | Memphis Grizzlies        | 40-42             | 17.0              |
| 11                                                      | New York Knicks       | 29-53            | 32.0             | New Orleans Hornets      | 37-45             | 20.0              |
| 12                                                      | Detroit Pistons       | 27-55            | 34.0             | Los Angeles Clippers     | 29-53             | 28.0              |
| 13                                                      | Philadelphia 76ers    | 27-55            | 34.0             | Golden State Warriors    | 26-56             | 31.0              |
| 14                                                      | Washington Wizards    | 26-56            | 35.0             | Sacramento Kings         | 25-57             | 32.0              |
| 15                                                      | New Jersey Nets       | 12-70            | 49.0             | Minnesota Timberwolves   | 15-67             | 42.0              |
| * Lider de división (garantizado al menos el 4º puesto) |                       |                  |                  |                          |                   |                   |

- Aparecen en color verde las franquicias que se clasificaron para disputar los Play-Offs.

x- Clasificado para playoffs

y- Campeón de división

c- Ventaja de campo en los playoffs de conferencia

z- Ventaja de campo en todos los playoffs

## Playoffs
|  | Primera Ronda     | Primera Ronda | Primera Ronda |   |            | Semifinales de Conferencia | Semifinales de Conferencia | Semifinales de Conferencia |  |    | Finales de Conferencia | Finales de Conferencia | Finales de Conferencia |  |    | Finales de la NBA | Finales de la NBA | Finales de la NBA |
|  |                   |               |               |   |            |                            |                            |                            |  |    |                        |                        |                        |  |    |                   |                   |                   |
|  | E1                | Cleveland*    | 4             |   |            |                            |                            |                            |  |    |                        |                        |                        |  |    |                   |                   |                   |
|  | E8                | Chicago       | 1             |   |            |                            |                            |                            |  |    |                        |                        |                        |  |    |                   |                   |                   |
|  | E8                | Chicago       | 1             |   | E1         | Cleveland*                 | 2                          |                            |  |    |                        |                        |                        |  |    |                   |                   |                   |
|  |                   |               |               |   | E1         | Cleveland*                 | 2                          |                            |  |    |                        |                        |                        |  |    |                   |                   |                   |
|  |                   | E4            | Boston*       | 4 |            |                            |                            |                            |  |    |                        |                        |                        |  |    |                   |                   |                   |
|  | E4                | E4            | Boston*       | 4 | Boston*    | 4                          |                            |                            |  |    |                        |                        |                        |  |    |                   |                   |                   |
|  | E4                |               |               |   | Boston*    | 4                          |                            |                            |  |    |                        |                        |                        |  |    |                   |                   |                   |
|  | E5                | Miami         | 1             |   |            |                            |                            |                            |  |    |                        |                        |                        |  |    |                   |                   |                   |
|  | E5                | Miami         | 1             |   |            |                            |                            |                            |  | E4 | Boston*                | 4                      |                        |  |    |                   |                   |                   |
|  | Conferencia Este  |               |               |   |            |                            |                            |                            |  | E4 | Boston*                | 4                      |                        |  |    |                   |                   |                   |
|  |                   | E2            | Orlando*      | 2 |            |                            |                            |                            |  |    |                        |                        |                        |  |    |                   |                   |                   |
|  | E3                | E2            | Orlando*      | 2 | Atlanta    | 4                          |                            |                            |  |    |                        |                        |                        |  |    |                   |                   |                   |
|  | E3                |               |               |   | Atlanta    | 4                          |                            |                            |  |    |                        |                        |                        |  |    |                   |                   |                   |
|  | E6                | Milwaukee     | 3             |   |            |                            |                            |                            |  |    |                        |                        |                        |  |    |                   |                   |                   |
|  | E6                | Milwaukee     | 3             |   | E3         | Atlanta                    | 0                          |                            |  |    |                        |                        |                        |  |    |                   |                   |                   |
|  |                   |               |               |   | E3         | Atlanta                    | 0                          |                            |  |    |                        |                        |                        |  |    |                   |                   |                   |
|  |                   | E2            | Orlando*      | 4 |            |                            |                            |                            |  |    |                        |                        |                        |  |    |                   |                   |                   |
|  | E2                | E2            | Orlando*      | 4 | Orlando*   | 4                          |                            |                            |  |    |                        |                        |                        |  |    |                   |                   |                   |
|  | E2                |               |               |   | Orlando*   | 4                          |                            |                            |  |    |                        |                        |                        |  |    |                   |                   |                   |
|  | E7                | Charlotte     | 0             |   |            |                            |                            |                            |  |    |                        |                        |                        |  |    |                   |                   |                   |
|  | E7                | Charlotte     | 0             |   |            |                            |                            |                            |  |    |                        |                        |                        |  | E4 | Boston*           | 3                 |                   |
|  |                   |               |               |   |            |                            |                            |                            |  |    |                        |                        |                        |  | E4 | Boston*           | 3                 |                   |
|  |                   | O1            | LA Lakers*    | 4 |            |                            |                            |                            |  |    |                        |                        |                        |  |    |                   |                   |                   |
|  | O1                | O1            | LA Lakers*    | 4 | LA Lakers* | 4                          |                            |                            |  |    |                        |                        |                        |  |    |                   |                   |                   |
|  | O1                |               |               |   | LA Lakers* | 4                          |                            |                            |  |    |                        |                        |                        |  |    |                   |                   |                   |
|  | O8                | Oklahoma City | 2             |   |            |                            |                            |                            |  |    |                        |                        |                        |  |    |                   |                   |                   |
|  | O8                | Oklahoma City | 2             |   | O1         | LA Lakers*                 | 4                          |                            |  |    |                        |                        |                        |  |    |                   |                   |                   |
|  |                   |               |               |   | O1         | LA Lakers*                 | 4                          |                            |  |    |                        |                        |                        |  |    |                   |                   |                   |
|  |                   | O5            | Utah          | 0 |            |                            |                            |                            |  |    |                        |                        |                        |  |    |                   |                   |                   |
|  | O4                | O5            | Utah          | 0 | Denver*    | 2                          |                            |                            |  |    |                        |                        |                        |  |    |                   |                   |                   |
|  | O4                |               |               |   | Denver*    | 2                          |                            |                            |  |    |                        |                        |                        |  |    |                   |                   |                   |
|  | O5                | Utah          | 4             |   |            |                            |                            |                            |  |    |                        |                        |                        |  |    |                   |                   |                   |
|  | O5                | Utah          | 4             |   |            |                            |                            |                            |  | O1 | LA Lakers*             | 4                      |                        |  |    |                   |                   |                   |
|  | Conferencia Oeste |               |               |   |            |                            |                            |                            |  | O1 | LA Lakers*             | 4                      |                        |  |    |                   |                   |                   |
|  |                   | O3            | Phoenix       | 2 |            |                            |                            |                            |  |    |                        |                        |                        |  |    |                   |                   |                   |
|  | O3                | O3            | Phoenix       | 2 | Phoenix    | 4                          |                            |                            |  |    |                        |                        |                        |  |    |                   |                   |                   |
|  | O3                |               |               |   | Phoenix    | 4                          |                            |                            |  |    |                        |                        |                        |  |    |                   |                   |                   |
|  | O6                | Portland      | 2             |   |            |                            |                            |                            |  |    |                        |                        |                        |  |    |                   |                   |                   |
|  | O6                | Portland      | 2             |   | O3         | Phoenix                    | 4                          |                            |  |    |                        |                        |                        |  |    |                   |                   |                   |
|  |                   |               |               |   | O3         | Phoenix                    | 4                          |                            |  |    |                        |                        |                        |  |    |                   |                   |                   |
|  |                   | O7            | San Antonio   | 0 |            |                            |                            |                            |  |    |                        |                        |                        |  |    |                   |                   |                   |
|  | O2                | O7            | San Antonio   | 0 | Dallas*    | 2                          |                            |                            |  |    |                        |                        |                        |  |    |                   |                   |                   |
|  | O2                |               |               |   | Dallas*    | 2                          |                            |                            |  |    |                        |                        |                        |  |    |                   |                   |                   |
|  | O7                | San Antonio   | 4             |   |            |                            |                            |                            |  |    |                        |                        |                        |  |    |                   |                   |                   |

* - Campeón de división

Negrita- Ganador de las series

## Líderes por Estadísticas
| Categoría                         | Jugador       | Equipo                | Estadísticas |
| --------------------------------- | ------------- | --------------------- | ------------ |
| Puntos por partido                | Kevin Durant  | Oklahoma City Thunder | 30,1         |
| Rebotes por partido               | Dwight Howard | Orlando Magic         | 13,2         |
| Asistencias por partido           | Steve Nash    | Phoenix Suns          | 11,0         |
| Robos de balón por partido        | Rajon Rondo   | Boston Celtics        | 2,33         |
| Tapones por partido               | Dwight Howard | Orlando Magic         | 2,78         |
| Asistencias por pérdidas de balón | Chris Paul    | New Orleans Hornets   | 4,29         |
| Pérdidas de balón por partido     | Monta Ellis   | Golden State Warriors | 3,8          |
| Porcentaje de tiros de campo      | Dwight Howard | Orlando Magic         | 61,2%        |
| Porcentaje de tiros libres        | Steve Nash    | Phoenix Suns          | 93,8%        |
| Porcentaje de Tiros de 3          | Kyle Korver   | Utah Jazz             | 53,6%        |
| Dobles-dobles                     | Dwight Howard | Orlando Magic         | 64           |
| Triples-dobles                    | LeBron James  | Cleveland Cavaliers   | 5            |
| Pts. + Rebs. + Asts.              | LeBron James  | Cleveland Cavaliers   | 45,6         |

## Premios

### Reconocimientos individuales
- MVP de la Temporada
  -  LeBron James, Cleveland Cavaliers[2]
- Rookie del Año
  -  Tyreke Evans, Sacramento Kings[3]
- Mejor Defensor
  -  Dwight Howard, Orlando Magic[4]
- Mejor Sexto Hombre
  -  Jamal Crawford, Atlanta Hawks[5]
- Jugador Más Mejorado
  -  Aaron Brooks, Houston Rockets[6]
- Jugador Más Deportivo
  -  Grant Hill, Phoenix Suns[7]
- Entrenador del año
  -  Scott Brooks, Oklahoma City Thunder[8]
- Mejor Quinteto de la Temporada[9]
  -  Dwyane Wade, Miami Heat
  -  Kobe Bryant, Los Angeles Lakers
  -  LeBron James, Cleveland Cavaliers
  -  Kevin Durant, Oklahoma City Thunder
  -  Dwight Howard, Orlando Magic
- Segundo Mejor Quinteto de la Temporada[9]
  -  Steve Nash, Phoenix Suns
  -  Deron Williams, Utah Jazz
  -  Carmelo Anthony, Denver Nuggets
  -  Dirk Nowitzki, Dallas Mavericks
  -  Amar'e Stoudemire, Phoenix Suns
- Tercer Mejor Quinteto de la Temporada[9]
  -  Joe Johnson, Atlanta Hawks
  -  Brandon Roy, Portland Trail Blazers
  -  Tim Duncan, San Antonio Spurs
  -  Pau Gasol, Los Angeles Lakers
  -  Andrew Bogut, Milwaukee Bucks
- Mejor Quinteto defensivo de la Temporada[10]
  -  Rajon Rondo, Boston Celtics
  -  Kobe Bryant, Los Angeles Lakers
  -  LeBron James, Cleveland Cavaliers
  -  Gerald Wallace, Charlotte Bobcats
  -  Dwight Howard, Orlando Magic
- Segundo Mejor Quinteto defensivo de la NBA[10]
  -  Thabo Sefolosha, Oklahoma City Thunder
  -  Dwyane Wade, Miami Heat
  -  Josh Smith, Atlanta Hawks
  -  Anderson Varejão, Cleveland Cavaliers
  -  Tim Duncan, San Antonio Spurs
- Mejor Quinteto de Rookies de la Temporada[11]
  -  Brandon Jennings, Milwaukee Bucks
  -  Stephen Curry, Golden State Warriors
  -  Tyreke Evans, Sacramento Kings
  -  Darren Collison, New Orleans Hornets
  -  Taj Gibson, Chicago Bulls
- Segundo Mejor Quinteto de Rookies de la NBA[11]
  -  Marcus Thornton, New Orleans Hornets
  -  James Harden, Oklahoma City Thunder
  -  Jonny Flynn, Minnesota Timberwolves
  -  Jonas Jerebko, Detroit Pistons
  -  DeJuan Blair, San Antonio Spurs

### Jugador del mes
| Mes       | Conferencia Oeste                    | Conferencia Este                   |
| --------- | ------------------------------------ | ---------------------------------- |
| Noviembre | Carmelo Anthony (Denver Nuggets)     | LeBron James (Cleveland Cavaliers) |
| Diciembre | Kobe Bryant (Los Angeles Lakers)     | LeBron James (Cleveland Cavaliers) |
| Enero     | Chris Paul (New Orleans Hornets)     | LeBron James (Cleveland Cavaliers) |
| Febrero   | Carlos Boozer (Utah Jazz)            | LeBron James (Cleveland Cavaliers) |
| Marzo     | Amar'e Stoudemire (Phoenix Suns)     | Dwyane Wade (Miami Heat)           |
| Abril     | Kevin Durant (Oklahoma City Thunder) | Derrick Rose (Chicago Bulls)       |

### Rookie del mes
| Mes       | Conferencia Oeste                     | Conferencia Este                    |
| --------- | ------------------------------------- | ----------------------------------- |
| Noviembre | Tyreke Evans (Sacramento Kings)       | Brandon Jennings (Milwaukee Bucks)  |
| Diciembre | Tyreke Evans (Sacramento Kings)       | Brandon Jennings (Milwaukee Bucks)  |
| Enero     | Stephen Curry (Golden State Warriors) | Brandon Jennings (Milwaukee Bucks)  |
| Febrero   | Darren Collison (New Orleans Hornets) | Jonas Jerebko (Detroit Pistons)     |
| Marzo     | Stephen Curry (Golden State Warriors) | Brandon Jennings (Milwaukee Bucks)  |
| Abril     | Stephen Curry (Golden State Warriors) | Terrence Williams (New Jersey Nets) |

### Entrenador del mes
| Mes       | Conferencia Oeste                    | Conferencia Este                 |
| --------- | ------------------------------------ | -------------------------------- |
| Noviembre | Alvin Gentry (Phoenix Suns)          | Stan Van Gundy (Orlando Magic)   |
| Diciembre | Lionel Hollins (Memphis Grizzlies)   | Mike Brown (Cleveland Cavaliers) |
| Enero     | George Karl (Denver Nuggets)         | Larry Brown (Charlotte Bobcats)  |
| Febrero   | Scott Brooks (Oklahoma City Thunder) | Scott Skiles (Milwaukee Bucks)   |
| Marzo     | Alvin Gentry (Phoenix Suns)          | Erik Spoelstra (Miami Heat)      |
| Abril     | Rick Carlisle (Dallas Mavericks)     | Stan Van Gundy (Orlando Magic)   |

### Jugador de la semana
| Semana                            | Conferencia Oeste                                            | Conferencia Este                                             |
| --------------------------------- | ------------------------------------------------------------ | ------------------------------------------------------------ |
| 27 de octubre a 1 de noviembre    | Carmelo Anthony (Denver Nuggets)                             | Dwight Howard (Orlando Magic)                                |
| 2 de noviembre a 8 de noviembre   | Chris Kaman (Los Angeles Clippers)                           | Joe Johnson (Atlanta Hawks)                                  |
| 9 de noviembre a 15 de noviembre  | Dirk Nowitzki (Dallas Mavericks)                             | Brandon Jennings (Milwaukee Bucks)                           |
| 16 de noviembre a 22 de noviembre | Kobe Bryant (Los Angeles Lakers)                             | LeBron James (Cleveland Cavaliers)                           |
| 23 de noviembre a 29 de noviembre | Tim Duncan (San Antonio Spurs)                               | Gerald Wallace (Charlotte Bobcats)                           |
| 30 de noviembre a 6 de diciembre  | Carlos Boozer (Utah Jazz)                                    | Kevin Garnett (Boston Celtics)                               |
| 7 de diciembre a 13 de diciembre  | Deron Williams (Utah Jazz)                                   | Rodney Stuckey (Detroit Pistons)                             |
| 14 de diciembre a 20 de diciembre | Kobe Bryant (Los Angeles Lakers)                             | Dwight Howard (Orlando Magic)                                |
| 21 de diciembre a 27 de diciembre | Kobe Bryant (Los Angeles Lakers)                             | LeBron James (Cleveland Cavaliers)                           |
| 28 de diciembre a 3 de enero      | Kevin Durant (Oklahoma City Thunder)                         | Derrick Rose (Chicago Bulls)                                 |
| 4 de enero a 10 de enero          | Chris Kaman (Los Angeles Clippers)                           | LeBron James (Cleveland Cavaliers)                           |
| 11 de enero a 17 de enero         | Carmelo Anthony (Denver Nuggets)                             | Stephen Jackson (Charlotte Bobcats)                          |
| 18 de enero a 24 de enero         | Chauncey Billups (Denver Nuggets)                            | LeBron James (Cleveland Cavaliers)                           |
| 25 de enero a 31 de enero         | Kevin Durant (Oklahoma City Thunder)                         | Chris Bosh (Toronto Raptors)                                 |
| 1 de febrero a 7 de febrero       | Russell Westbrook (Oklahoma City Thunder)                    | LeBron James (Cleveland Cavaliers)                           |
| 8 de febrero a 14 de febrero      | no hay premiados porque en esa semana se disputó el All-Star | no hay premiados porque en esa semana se disputó el All-Star |
| 15 de febrero a 21 de febrero     | Carlos Boozer (Utah Jazz)                                    | Dwight Howard (Orlando Magic)                                |
| 22 de febrero a 28 de febrero     | Dirk Nowitzki (Dallas Mavericks)                             | LeBron James (Cleveland Cavaliers)                           |
| 1 de marzo a 7 de marzo           | Dirk Nowitzki (Dallas Mavericks)                             | Dwyane Wade (Miami Heat)                                     |
| 8 de marzo a 14 de marzo          | Brandon Roy (Portland Trail Blazers)                         | Andrew Bogut (Milwaukee Bucks)                               |
| 15 de marzo a 21 de marzo         | Pau Gasol (Los Angeles Lakers)                               | Paul Pierce (Boston Celtics)                                 |
| 22 de marzo a 28 de marzo         | Manu Ginóbili (San Antonio Spurs)                            | Dwyane Wade (Miami Heat)                                     |
| 29 de marzo a 4 de abril          | Kevin Durant (Oklahoma City Thunder)                         | Chris Bosh (Toronto Raptors)                                 |
| 5 de abril a 11 de abril          | Dirk Nowitzki (Dallas Mavericks)                             | Dwight Howard (Orlando Magic)                                |